# South Pacific Stock Exchange
Die South Pacific Stock Exchange (SPX) ist eine Wertpapierbörse mit Sitz in Suva, Fidschi.

## Handelszeiten
Am 1. Juli 2010 startete die SPX eine elektronische Handelsplattform (ETP). Die Börse verfügt nun über Marktphasen, die es den Brokern ermöglichen, während eines Geschäftstages Aufgaben auszuführen. Beim elektronischen Handelssystem bleibt die Preis-Zeit-Priorität erhalten, es gibt jedoch zwei Sitzungen der normalen Handelszeiten. Die erste Handelssitzung findet von 10:30 bis 11:30 Uhr statt und die zweite normale Handelssitzung findet von 14:30 bis 15:30 Uhr statt. Zu diesem Zeitpunkt können die Aufträge eingegeben, geändert oder zurückgezogen werden und werden bei der Eingabe abgeglichen. Es gibt „Pre-Open“-Sitzungen, in denen Broker Aufträge für ihre Kunden eingeben, ändern oder zurückziehen können. Ab 15.30 Uhr geht die Plattform in den Anfragemodus und ist nur noch zur Besichtigung zugänglich. Nicht abgeglichene Aufträge am Ende des Tages, die nicht ausgeführt werden, werden für den nächsten Tag erneut in die Handelsplattform geladen.

## Geschichte
Die Börse wurde 1979 als Suva Stock Exchange gegründet und gehört der Fiji Development Bank. 1993 wurde die Eigentümerschaft erweitert, um acht weiteren Finanzinstituten die Teilnahme zu ermöglichen. Der Markt begann als „Handelsposten“, an dem Aufträge telefonisch eingingen und so lange bestehen blieben, bis sie erfüllt wurden. Im Jahr 1996 erfolgte die Umwandlung in die oben beschriebene heutige Form als „Call Market“. Im Jahr 2000 änderte sie ihren Namen in South Pacific Stock Exchange mit dem Ziel, eine regionale Börse zu werden. Im Jahr 2019 konzentrierte sich die Börse auf die Verbesserung ihrer Sichtbarkeit und ein Rebranding, um mit ihren internationalen Pendants in Einklang zu kommen.
Die an der South Pacific Stock Exchange (SPX) notierten Aktien von Unternehmen hatten Ende Dezember 2024 einen Gesamtwert von über 3,65 Milliarden US-Dollar und stiegen im Laufe des Jahres um 321 Millionen US-Dollar (9,61 Prozent), da Indikatoren auf ein gestiegenes Bewusstsein und eine stärkere Beteiligung der Fidschianer am Aktienmarkt hinwiesen.